# Hellraiser
Hellraiser (bra: Hellraiser - Renascido do Inferno; prt: Fogo Maldito) é um filme britânico de 1987 do gênero terror sobrenatural escrito e dirigido por Clive Barker. A trama, baseada no livro The Hellbound Heart, do próprio diretor, explora temas como sadomasoquismo, a dor como fonte de prazer, e a moralidade sob medo e estresse. O filme é estrelado por Andrew Robinson, Clare Higgins, Ashley Laurence e Doug Bradley como o líder dos Cenobitas, identificado nas sequências como "Pinhead".
O desenvolvimento do filme começou antes do livro de Barker ser publicado. Decepcionado com as adaptações anteriores de sua obra, Barker decidiu ele mesmo dirigir o filme, apropriando-se de vários atores e da equipe de sua carreira anterior como dramaturgo. Com o apoio do produtor independente Christopher Figg e financiamento da New World Pictures, as filmagens ocorreram em Londres no outono de 1986.
Hellraiser teve sua primeira exibição pública no Prince Charles Cinema em Londres, no dia 10 de setembro de 1987. Foi amplamente lançado no Reino Unido pela Entertainment Film Distributors, e teve um sucesso comercial considerável, com seu orçamento de produção de US$ 1 milhão, o filme arrecadou US$ 14,6 milhões.
Hellraiser gerou uma franquia de filmes composta por nove filmes, as primeiras sete das quais apresentaram Bradley reprisando seu papel como Pinhead. Um reboot da franquia, também intitulado Hellraiser, foi lançado em 2022, e teve Barker como produtor executivo.

## Sinopse
No Marrocos, Frank Cotton, um hedonista, compra uma bela e intrincada caixa de quebra-cabeça mística, conhecida como Configuração do Lamento, que supostamente abre um portal para um reino de prazer sobrenatural. Em casa, em seu sótão vazio, Frank resolve o quebra-cabeça e correntes com ganchos emergem, despedaçando-o. Uma figura vestida de preto reinicia o quebra-cabeça e o quarto é restaurado ao normal.
Após vários anos, seu irmão Larry, que ignora o que aconteceu com Frank, decide se mudar para a mesma casa, que estava fechada há dez anos. Larry se muda juntamente com sua segunda esposa, Julia, e sua filha Kirsty, que optou por morar sozinha. O que Larry não sabe é que sua esposa teve um caso breve, mas intenso, com Frank pouco antes de se casarem. Enquanto preparavam a casa para a mudança, Larry acidentalmente corta sua mão movendo móveis, seu sangue pinga no chão do sótão, exatamente no ponto onde Frank foi levado pelos Cenobitas, fazendo com que o sangue escorra pelas tábuas do piso e dê início a ressurreição de Frank. No entanto, seu corpo foi reduzido a um cadáver dissecado pelas experiências dos Cenobitas. O sangue de Larry não foi suficiente para restaurar Frank à forma totalmente humana e para conseguir isso ele precisará de mais sangue. Assim ele procura a ajuda de Julia, que mesmo assustada com sua forma monstruosa, concorda em ajudá-lo a restaurar seu corpo, para que eles possam fugir juntos. Para isso, ela seduz homens em bares da cidade e os leva para o sótão da casa, onde posteriormente são assassinados, para que assim Frank possa drenar o sangue deles e recuperar seu aspecto humano.

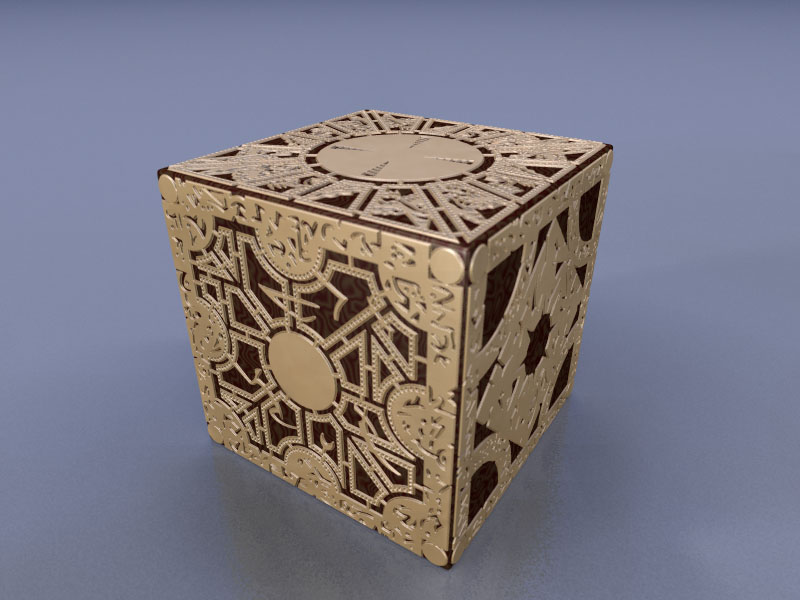
Configuração do Lamento

Tentando melhorar sua relação com Julia, Kirsty, que nunca se sentiu a vontade com a madrasta, vai até a casa, para conversar com ela. Quando está chegando, ela vê Julia com um homem desconhecido, que na verdade é a sua próxima vítima e não o que Kirsty estava pensando. Ao entrar na casa, ela fica diante do mesmo homem, que agora está coberto de sangue e pede por socorro. Aterrorizada, ela se depara com Frank ainda incompleto, que se identifica e tenta dominá-la. Apavorada, Kirsty pega por acaso a caixa do quebra-cabeças e sente que ela é importante para Frank, então a atira pela janela, o que deixa Frank em pânico. Ao fugir, ela resgata a caixa e anda pelas ruas desnorteada, pois está dominada por um medo que nunca sentiu, o que faz com que ela seja internada em um hospital. Após acordar, Kirsty resolve o enigma da caixa por curiosidade e, sem saber, convoca os Cenobitas e um monstro chamado Engineer, do qual ela escapa por pouco. Para evitar sofrer o mesmo destino de seu tio, Kirsty faz um acordo com eles, revelando que Frank escapou de seus experimentos e promete levá-los até ele para que seja punido. Depois de sair do hospital, Kirsty corre para casa para alertar o pai. Ao chegar na casa, ela se depara com seu pai, que conta que ao descobrir o irmão no sótão, o assassinou. No entanto, Kirsty reconhece Frank sob a pele de Larry, então ela foge após feri-lo. Ele acidentalmente esfaqueia Julia e a drena sem remorso. Frank persegue Kirsty até o sótão e, quando ele está prestes a matá-la, os Cenobitas aparecem depois de ouvi-lo confessar ter matado seu pai e roubado sua pele.
Nesse momento, os Cenobitas se manifestam, revelando terem acompanhado de forma invisível Kirsty o tempo todo desde o hospital, aguardando provas de que Frank realmente estava neste mundo. Certificados da identidade de Frank, os Cenobitas aparecem e enredam Frank com uma multidão de ganchos e retornam com ele a seu reino. Longe de cumprirem sua parte no acordo com Kirsty, eles tentam pegá-la. Enquanto desvia dos ataques dos Cenobitas, Kirsty foge e encontra a caixa nas mãos de Julia que está morta na cama. Kirsty desativa os níveis da caixa um por um, mandando os Cenobitas de volta para o submundo. Após conseguir isso, a casa começa a entrar em colapso, então ela foge com o seu namorado Steve, que chega para salvá-la a tempo, evitando que ela morra esmagada pelos escombros.
Naquela mesma noite, os dois acendem uma fogueira em um aterro sanitário e jogam a caixa lá para destruí-la, mas o morador de rua que costumava assediar Kirsty aparece e a resgata do fogo, revelando que na verdade ele era um demônio que protege a caixa. Ele assume sua verdadeira forma esquelética alada e voa para longe. No fim, vemos que a caixa acaba nas mãos do mesmo comerciante em Marrocos que a vendeu para Frank, onde ele a oferece a outro cliente, que desconhece o seu verdadeiro conteúdo.

## Elenco
| Ator/Atriz      | Personagem            |
| --------------- | --------------------- |
| Doug Bradley    | Pinhead               |
| Sean Chapman    | Frank Cotton          |
| Oliver Smith    | Frank The Monster     |
| Ashley Laurence | Kirsty Cotton         |
| Andrew Robinson | Larry Cotton          |
| Clare Higgins   | Julia Cotton          |
| Robert Hines    | Steve                 |
| Frank Baker     | Derelict              |
| Kenneth Nelson  | Bill                  |
| Nicholas Vince  | Cenobita "Chatterer"  |
| Simon Bamford   | Cenobita "Butterball" |
| Grace Kirby     | Cenobita Fêmea        |